# Drepanogynis fuscimargo
Drepanogynis fuscimargo là một loài bướm đêm trong họ Geometridae.